# Konstantin Tereshchenko
Konstantin Alekseyevich Tereshchenko - em russo, Константи́н Алексе́евич Тере́щенко (Moscou, 17 de junho de 1994) é um automobilista russo que atualmente disputa a GP3 Series.
Como a grande maioria dos pilotos, Tereschenko iniciou a carreira pilotando karts, em 2009, disputando campeonatos da modalidade na Alemanha. Profissionalizou-se em 2012, disputando 3 categorias - Fórmula Rússia (onde foi campeão), Fórmula Renault 2.0 - Alpes e Fórmula Renault 2.0 Eurocup, onde também correria em 2013.
Passou ainda na Euroformula Open e na Fórmula 3 Espanhola em 2014, mesmo ano em que estreou na GP3, na rodada dupla de Spa-Francorchamps, pela equipe Trident. No entanto, ele não conseguiu largar após um violento acidente nos treinos. Disputaria as 3 categorias no ano seguinte, sagrando-se campeão da F-3 Espanhola. Ainda em 2015, Tereshchenko fez sua estreia "oficial" na GP3, na rodada dupla realizada em seu país, representando a Campos Racing, pela qual disputará a temporada de 2016.

## Links
- Perfil em DriverDB.com (em inglês)